# ناباس د بوربا
ناباس د بوربا (به اسپانیایی: Navas de Bureba) یک شهرستان در اسپانیا است.